# Lijst van Stolpersteine in Rheden

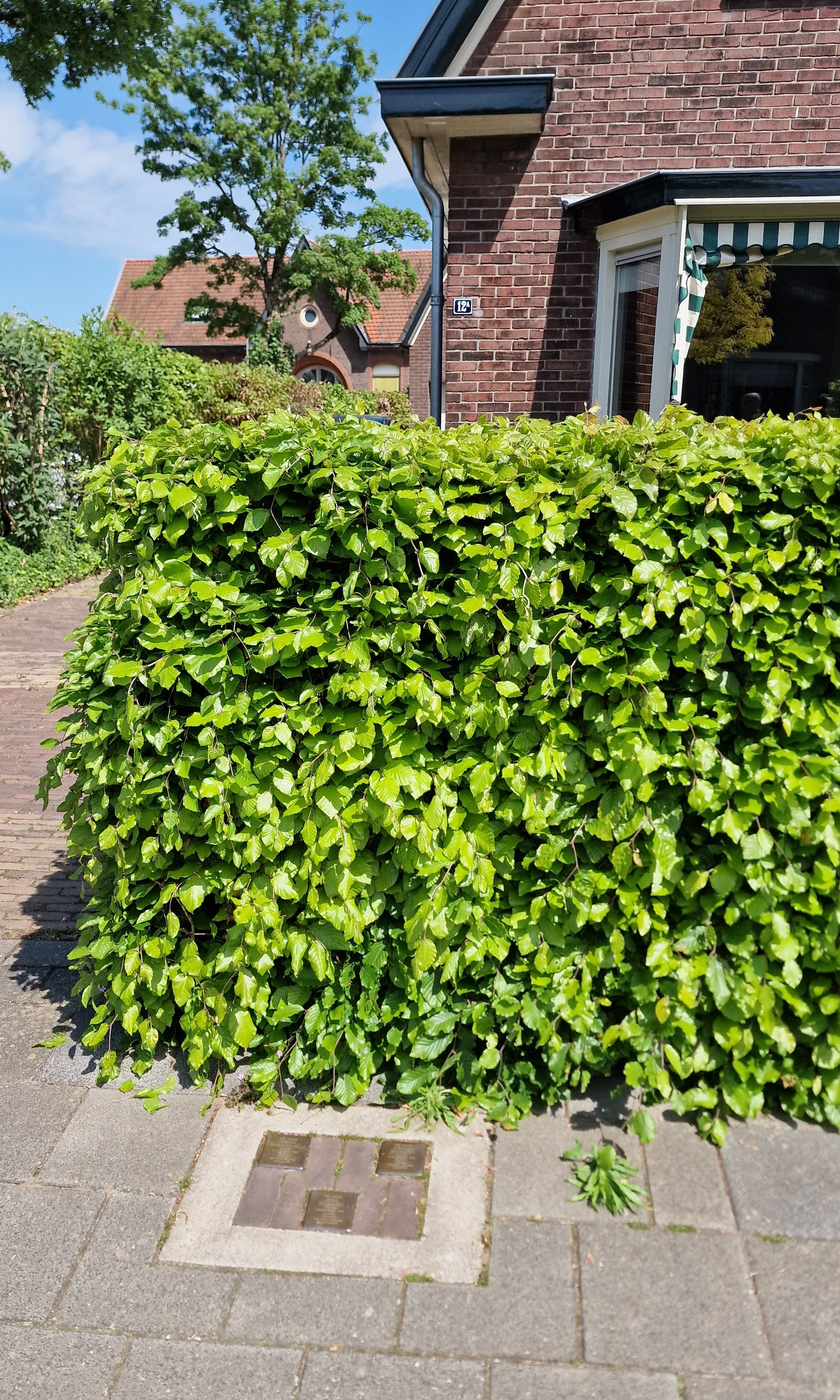
Stolpersteine in Dieren voor de familie van Baaren

De Lijst van Stolpersteine in Rheden geeft een overzicht van de gedenkstenen die in de gemeente Rheden in de Nederlandse provincie Gelderland zijn geplaatst in het kader van het Stolpersteine-project van de Duitse beeldhouwer-kunstenaar Gunter Demnig.
Stolpersteine zijn opgedragen aan slachtoffers van het nationaalsocialisme, al diegenen die zijn vervolgd, gedeporteerd, vermoord, gedwongen te emigreren of tot zelfmoord gedreven door het nazi-regime. Demnig legt voor elk slachtoffer een aparte steen, meestal voor de laatste zelfgekozen woning.
Omdat het Stolpersteine-project doorloopt, kan deze lijst onvolledig zijn.

## Stichting Struikelstenen gemeente Rheden
Op 20 augustus 2021 is de eerste Stolperstein van Rheden geplaatst, deze was gewijd aan de verzetsstrijder Gerrit Plantagie. De Stichting Struikelstenen gemeente Rheden wil "ter nagedachtenis van de slachtoffers van het naziregime struikelstenen plaatsen in de gemeente Rheden. De Stichting wil de struikelstenen leggen voor de huizen waar zij het laatst (vrijwillig) hebben gewoond".

## Stolpersteine
In gemeente Rheden liggen drieëntwintig Stolpersteine: elf in Dieren, vier in Ellecom, een in Rheden en zeven in Velp.

### Dieren
In Dieren liggen elf Stolpersteine op zes adressen.
| Afbeelding | Inscriptie | Adres                                                                  | Herdachte persoon                    |
| ---------- | --- | ---------------------------------------------------------------------- | ------------------------------------ |
|            | HIER WOONDE ABRAHAM VAN BAAREN GEB. 1891 ONDERGEDOKEN 1943 ELLECOM VERRADEN VERMOORD 3-6-1944 AUSCHWITZ                                  | Molenweg 12a Verkeerde inscriptie, sterfdatum was 6-3-1944 Kaart (OSM) | Abraham van Baaren (1891-1944)       |
|            | HIER WOONDE JACOB VAN BAAREN GEB. 1924 ONDERGEDOKEN 1943 ELLECOM VERRADEN VERMOORD 31-7-1944 MIDDEN-EUROPA                               | Molenweg 12a Kaart (OSM)                                               | Jacob van Baaren (1924-1944)         |
|            | HIER WOONDE REBEKKA VAN BAAREN-BOLLE GEB. 1895 ONDERGEDOKEN 1943 ELLECOM VERRADEN VERMOORD 3-6-1944 AUSCHWITZ                            | Molenweg 12a Verkeerde inscriptie, sterfdatum was 6-3-1944 Kaart (OSM) | Rebekka van Baaren-Bolle (1895-1944) |
|            | HIER WOONDE FELIX BACHRACH GEB. 1920 VERMOORD 31-10-1944 MIDDEN-EUROPA                                                                   | Stationsplein 16 Kaart (OSM)                                           | Felix Bachrach (1920-1944)           |
|            | HIER WOONDE ROZA KATZ GEB. 1922 VERMOORD 14-5-1943 SOBIBOR                                                                               | Zilverakkerweg 22 Kaart (OSM)                                          | Roza Katz (1922-1943)                |
|            | HIER WOONDE JACOB LEVIE GEB. 1920 VERMOORD 31-3-1944 AUSCHWITZ                                                                           | Spoorstraat 9 Kaart (OSM)                                              | Jacob Levie (1920-1944)              |
|            | HIER WOONDE LOUIS LEVIE GEB. 1891 VERLOREN TREIN BEVRIJD BEZWEKEN 17-5-1945 TRÖBITZ                                                      | Zutphensestraatweg 10 Kaart (OSM)                                      | Louis Levie (1891-1945)              |
|            | HIER WOONDE SALOMON IZN LEVIE GEB. 1874 VERMOORD 14-5-1943 SOBIBOR                                                                       | Zilverakkerweg 22 Kaart (OSM)                                          | Salomon Levie (1874-1943)            |
|            | HIER WOONDE LEA LEVIE-ELTE GEB. 1892 VERLOREN TREIN BEVRIJD BEZWEKEN 14-5-1945 TRÖBITZ                                                   | Zutphensestraatweg 10 Kaart (OSM)                                      | Lea Levie-Elte (1892-1945)           |
|            | HIER WOONDE BELLA LEVIE-SAMUEL GEB. 1879 OVERLEDEN 23-4-1943 DOESBURG                                                                    | Zilverakkerweg 22 Kaart (OSM)                                          | Bella Levie-Samuel (1879-1943)       |
|            | HIER WOONDE GERRIT CH. H. PLANTAGIE GEB. 1897 GEARRESTEERD 21.1.1944 GEDEPORTEERD 1944 UIT VUGHT SACHSENHAUSEN VERMOORD 24.3.1945 DACHAU | Zutphensestraatweg 24 Kaart (OSM)                                      | Gerrit Plantagie (1897-1945)         |

### Ellecom
In Ellecom liggen vier Stolpersteine op twee adressen.
| Afbeelding | Inscriptie                                                                     | Adres                             | Herdachte persoon                      |
| ---------- | ------------------------------------------------------------------------------ | --------------------------------- | -------------------------------------- |
|            | HIER WOONDE ISEDOOR LEERAAR GEB. 1888 VERMOORD 15-10-1942 AUSCHWITZ            | Binnenweg 75 Kaart (OSM)          | Isedoor Leeraar (1888-1942)            |
|            | HIER WOONDE ISAAC VELLEMAN GEB. 1889 VERMOORD 31-1-1943 AUSCHWITZ              | Zutphensestraatweg 12 Kaart (OSM) | Isaac Velleman (1889-1943)             |
|            | HIER WOONDE MOZES VELLEMAN GEB. 1936 VERMOORD 12-10-1942 AUSCHWITZ             | Zutphensestraatweg 12 Kaart (OSM) | Mozes Velleman (1936-1942)             |
|            | HIER WOONDE MIENTJEN EVA VELLEMAN-KATZ GEB. 1910 VERMOORD 12-10-1942 AUSCHWITZ | Zutphensestraatweg 12 Kaart (OSM) | Mientjen Eva Velleman-Katz (1910-1942) |

### Rheden
In Rheden ligt een Stolperstein.
| Afbeelding | Inscriptie | Adres                         | Herdachte persoon                       |
| ---------- | --- | ----------------------------- | --------------------------------------- |
|            | OP HEUVENSEWEG 15 WOONDE MARIA REBECCA REICHENBERGER GEB. 1924 ONDERGEDOKEN OVERLEVENDE GEVLUCHT IN DE DOOD KIBBOETS DOVRAT 29-7-1948 | Arnhemsestraatweg Kaart (OSM) | Maria Rebecca Reichenberger (1924-1948) |

### Velp
In Velp liggen zeven Stolpersteine op vijf adressen.
| Afbeelding | Inscriptie | Adres                | Herdachte persoon                       |
| ---------- | --- | -------------------- | --------------------------------------- |
|            | HIER WOONDE ELISE DRUKKER GEB. 1874 GEÏNTERNEERD 9-5-1943 OVERLEDEN 25-12-1943 WESTERBORK                                                                                 | Hoofdstraat 12       | Elise Drukker (1874-1943)               |
|            | HIER WOONDE ERICH BERNHARD FELSENTHAL GEB. 1874 GEVLUCHT 1939 UIT DÜSSELDORF GEÏNTERNEERD 11-12-1942 GEDEPORTEERD 14-9-1943 UIT WESTERBORK VERMOORD 17-9-1943 AUSCHWITZ   | Arnhemsestraatweg 10 | Erich Bernhard Felsenthal (1874-1943)   |
|            | HIER WOONDE ANTHONIE FELSENTHAL-FRANKEN GEB. 1873 GEVLUCHT 1939 UIT DÜSSELDORF GEÏNTERNEERD 11-12-1942 GEDEPORTEERD 14-9-1943 UIT WESTERBORK VERMOORD 17-9-1943 AUSCHWITZ | Arnhemsestraatweg 10 | Anthonie Felsenthal-Franken (1873-1943) |
|            | HIER WOONDE LEO HILLEL VAN HERTZFELD GEB. 1914 GEÏNTERNEERD 12-12-1942 GEDEPORTEERD 16-2-1943 UIT WESTERBORK VERMOORD 30-4-1943 AUSCHWITZ                                 | Egmondstraat 4       | Leo Hillel van Hertzfeld (1914-1943)    |
|            | HIER WOONDE BEREND LEVIE GEB. 1883 GEÏNTERNEERD 5-10-1942 GEDEPORTEERD 12-10-1942 UIT WESTERBORK VERMOORD 15-10-1942 AUSCHWITZ                                            | Overhagenseweg 57    | Berend Levie (1883-1942)                |
|            | HIER WOONDE KEETJE LEVIE-SLUIS GEB. 1876 GEÏNTERNEERD 5-10-1942 GEDEPORTEERD 19-10-1942 UIT WESTERBORK VERMOORD 22-10-1942 AUSCHWITZ                                      | Overhagenseweg 57    | Keetje Levie-Sluis (1876-1942)          |
|            | HIER WOONDE REINA ROOS GEB. 1900 BEWONER VAN HET APELDOORNSCHE BOSCH GEDEPORTEERD 22-1-1943 VERMOORD 25-1-1943 AUSCHWITZ                                                  | Frederikstraat 6     | Reina Roos (1900-1943)                  |

## Data van plaatsingen
- 20 augustus 2021: Dieren, een Stolperstein op Zutphensestraatweg 24
- 30 september 2022: Dieren, zeven Stolpersteine op Molenweg 12a, Spoorstraat 9, Stationsplein 16, Zutphensestraatweg 10[32]
- 17 april 2023: Dieren, drie Stolpersteine op Zilverakkerweg 22; Ellecom, vier Stolpersteine op Binnenweg 75, Zutphensestraatweg 12
- 27 april 2024: Velp, zes Stolpersteine op Arnhemsestraatweg 10, Egmondstraat 4, Hoofdstraat 12, Overhagenseweg 57
- 31 januari 2025: Rheden, een Stolperstein op Arnhemsestraatweg; Velp, een Stolperstein op Frederikstraat 6